# Basilio Santa Cruz Pumacallao
Basilio Pacheco de Santa Cruz Pumacallao (n. 1636 – d. 1710) sau Basilio de Santa Cruz Puma Callao a fost un pictor peruan aparținând etniilor Quechua și Ladino de origine din Cuzco, Peru. A făcut parte din Școlii de pictură din Cuzco, o mișcare colonială a pictorilor indigeni educați în tradiția picturii religioase baroce din Spania.

## Context
Basilio Santa Cruz este cunoscut și după numele său Quechua, Pumaqallo sau Pumacallo, și, alături de Diego Quispe Tito, este considerat unul dintre cei mai cunoscuți pictori din tradiția Școlii Cuzco. A trăit în perioada colonială a secolului al XVII-lea în Viceregatul Peru. Patronul său principal a fost episcopul Manuel de Mollinedo. Opera sa a combinat influențele paralele din Peru și Spania și se caracterizează prin compoziția sa dinamică, decorațiunile luxoase și scara mare folosită.
Inițial, istoricii de artă au crezut că Basilio Santa Cruz era un călugăr spaniol, dar istoricul Jorge Cornejo Bouroncle a descoperit contracte prin care s-au comandat picturi ale artistului, dezvăluind că era Basilio de Santa Cruz Pumacallao, cu un nume Quechua, confirmându-i identitatea de indian.

## Stil
Stilul său este foarte distinct de cel al artistului contemporan Diego Quispe Tito, deoarece nu se bazează în mod special pe gravuri importate din Europa, ci și pe tablouri ale artiștilor spanioli. Această influență poate fi atribuită operelor de artă pe care episcopul Mollinedo le-a readus de la Madrid. Atelierul său a creat o serie extinsă de picturi înfățișând viața sfântului Francisc.

## Colecții
Lucrările de artă ale lui Santa Cruz pot fi văzute la catedrala din Cuzco. În bazilica sa se află două tablouri enorme realizate de el, care prezintă apoteoza Sfântului Cristofor, respectiv Sfântul Isidor. Deasupra transeptului sunt expuse încă două din pânzele mari ale lui Santa Cruz, „Impunerea patrafirului către Sfântul Ildephonsus” și „Extazul Sfântului Filip Neri”. O ultimă piesă a operei sale este exousă în Capela Sfântului Iosif. Este intitulată „Sfânta Maria de Almudena regală”, înfățișând o Fecioară venerată pe scară largă în Spania. Catedrala deține, de asemenea, monumentale picturi în ulei, Carlos al II-lea și Regina Spaniei Adorând Fecioara din Alumdena și Fecioara din Betleem cu episcopul Mollinedo.
Lucrări de-ale sale se află și în Convento de San Francisco del Cusco (Biserica și Mănăstirea din San Francisco, Cuzco) și include „Seria vieții Sfântului Francisc”, în care doar ultimul tablou este semnat de artist. Este datată din 1667. Iglesia de la Merced deține „Martiriul Sfântului Laurențiu” al lui Santa Cruz, o pictură cu îngeri în stilul pictorului spaniol Bartolomé Esteban Murillo. Basilio Santa Cruz de Pumacallao a creat iconografii ale arcabuceros, adică îngeri cu arme de foc încărcate, atât de caracteristice Școlii Cuzco și atât de diferite de îngerii imaginați în Europa în aceeași perioadă.
I s-a atribuit Procesiunea Corpus Christi din Cuzco, o pictură în ulei pe pânză din secolul al XVII-lea din colecția Muzeului Arzobispol del Arte Religioso.